# Верцино
Верцино (італ. Verzino, сиц. Virzinu) — муніципалітет в Італії, у регіоні Калабрія,  провінція Кротоне.
Верцино розташоване на відстані близько 470 км на південний схід від Рима, 55 км на північний схід від Катандзаро, 34 км на північний захід від Кротоне.
Населення — 1884 особи (2014).
Покровитель — святий Власій.

## Демографія
Населення за роками:

Станом на 1 січня 2023 року в муніципалітеті офіційно проживало 16 іноземців з 7 країн, серед них 11 громадян країн Євросоюзу та 2 громадяни України.

## Сусідні муніципалітети
- Кампана
- Казабона
- Кастельсілано
- Паллагоріо
- Савеллі